# 球枣
球枣（学名：Ziziphus laui）为鼠李科枣属下的一个种。分布于中国海南的崖州区、东方市，以及越南，生长于海滨沙地灌木丛或疏林中。在中国属于海南特有的野生植物，较为少见。

## 名称
其拉丁学名的种加词laui意为“刘的”，得名自植物学家刘心祈，他是最早采集到该种植物标本的。

## 形态描述
为藤状或直立的灌木，稀见乔木，有短而粗壮下弯曲的皮刺，叶小卵形，薄纸质或近膜质，长5厘米以下，叶背有疏绒毛。花小，腋生二歧聚伞花序，总花梗短，长2-5毫米，被细绒毛，花径约3至3.5毫米。核果小，直径4-5毫米，近球形，果梗长2-3毫米。花期为6至8月，果期为9至11月。